# Калье-де-Тетуан
Калье-де-Тетуан (исп. Calle de Tetuán) — пешеходная улица в центре Мадрида, столицы Испании. Она соединяет площадь Кармен с площадью Селенке. На этом протяжении она пересекается с улицами Калье-де-Сан-Альберто, Калье-дель-Кармен, Калье-де-Пресьядос, Калье-Таона-де-лас-Дескальсас и Калье-дель-Маэстро-Виктория. Улица названа в честь битвы за Тетуан, решающего сражения Испано-марокканской войны (1859—1860), в котором испанцы одержали победу.

## История
До расширения площади Пуэрта-дель-Соль в 1856 году территория современной Калье-де-Тетуан представляла собой переплетение ныне несуществующих улиц Пилигримов (названной так в честь госпиталя Пилигримов, существовавшего здесь в XVI веке), Калье-де-ла-Сарса и Калье-де-лос-Негрос. Переустройство было вызвано растущей проблемой дорожного движения, так в отчёте за 1857 год упоминалось, что с восьми утра до девяти вечера через Пуэрта-дель-Соль проезжало 3950 карет и 1414 конных экипажей. Улица была задумана, возможно, как дополнительное «кольцо» для движения вокруг площади Пуэрта-дель-Соль, соединённого с трафиком по улице Калье-дель-Ареналь. В конце XX века Калье-де-Тетуан стала пешеходной.
С момента своего появления улицы на ней располагалась таверна «Каса Лабра», где 2 мая 1879 года была основана Испанская социалистическая рабочая партия. Об этом событии напоминает мемориальная доска внутри самой таверны. В 1898 году баскский бизнесмен Лучано Берриатуа возвёл на площади Кармен Центральный фронтон, вход в который располагался с Калье-де-Тетуан. В 1943 году он был преобразован в портик с четырьмя колоннами. В доме № 4 на Калье-дель-Кармен, выходящем на Калье-де-Тетуан, 23 марта 1887 года родился художник и один из основоположников кубизма Хуан Грис.

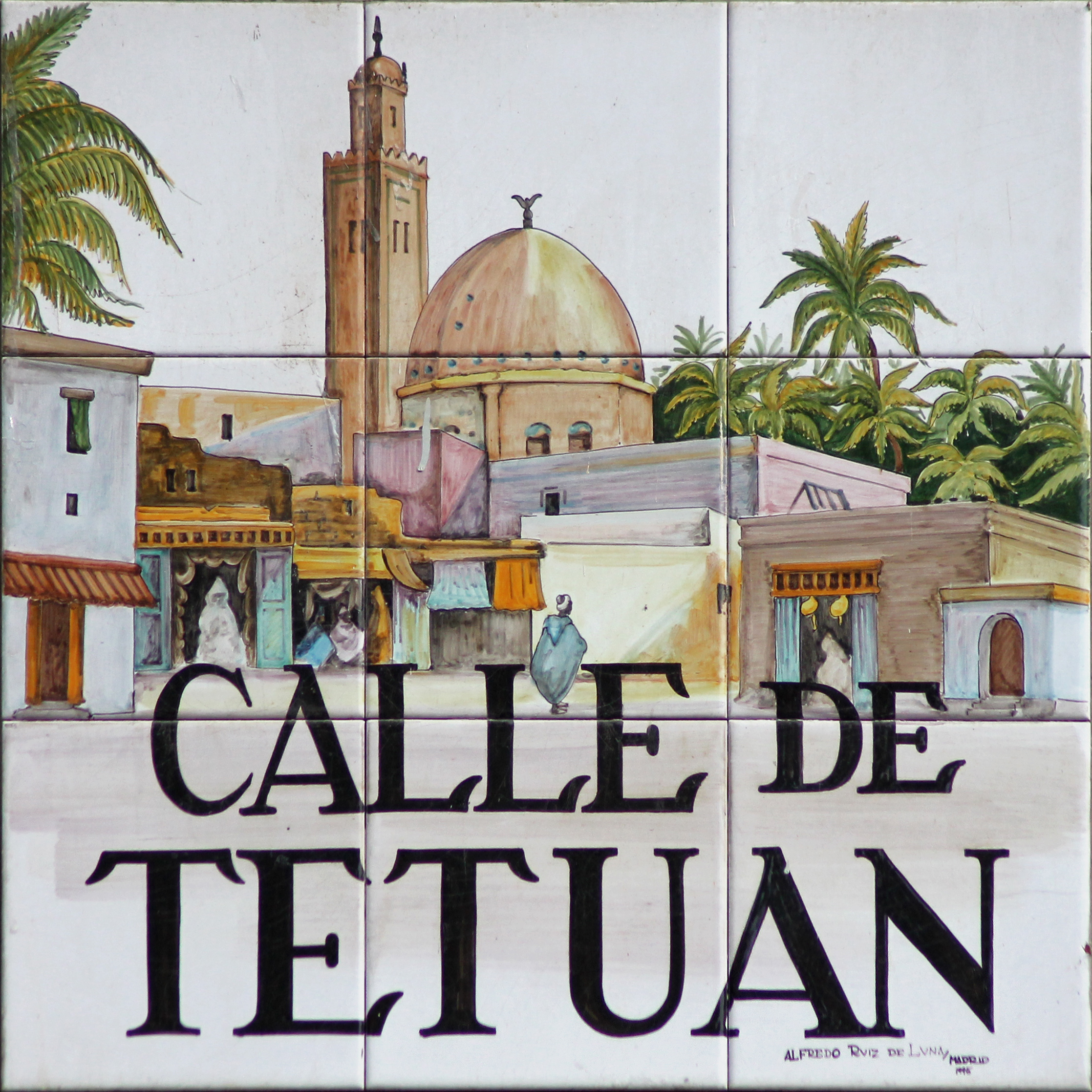
Табличка с названием улицы, работа керамиста Альфредо Руиса де Луны[исп.].
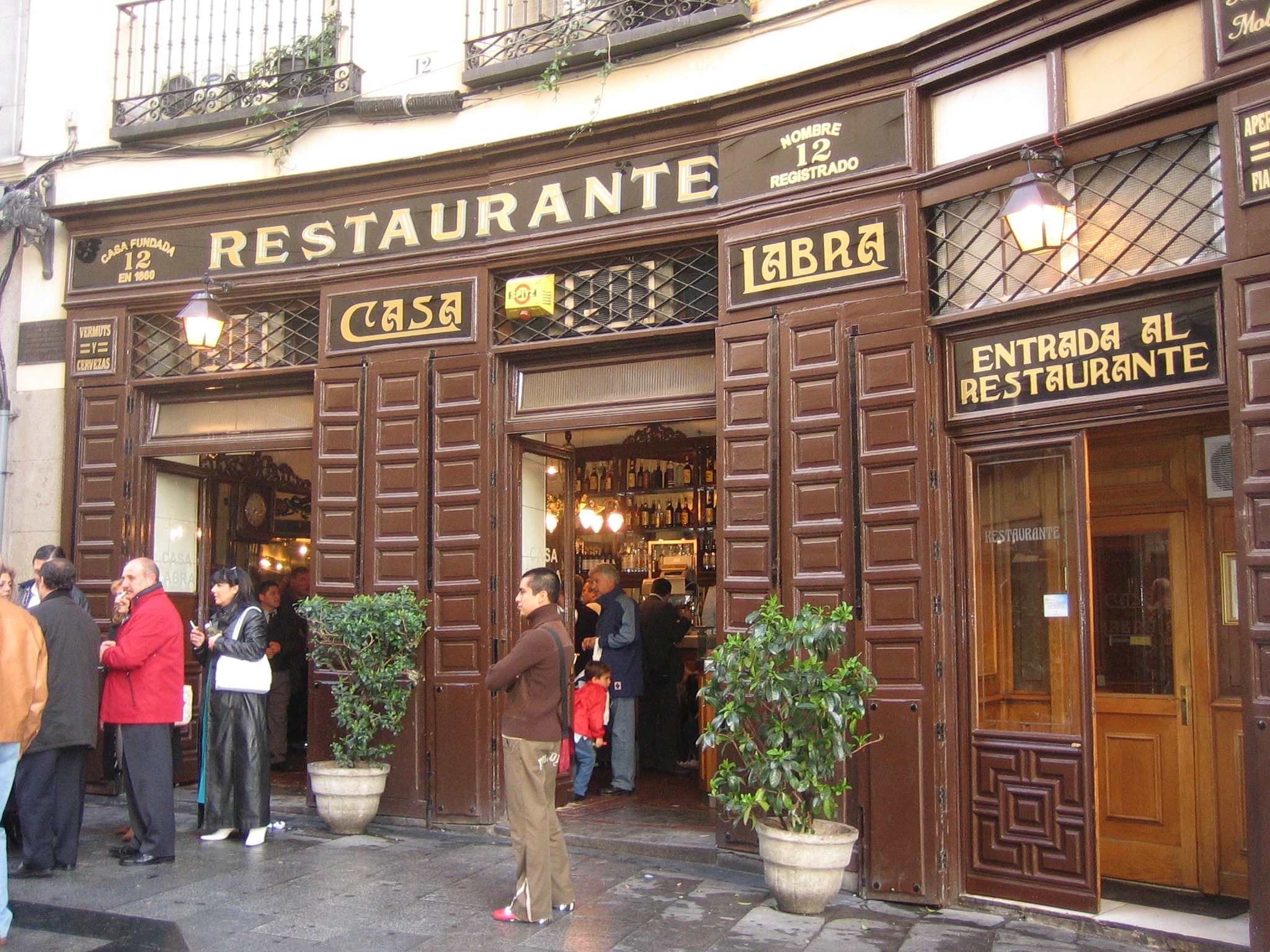
«Каса Лабра[исп.]», где 2 мая 1879 года была основана Испанская социалистическая рабочая партия.
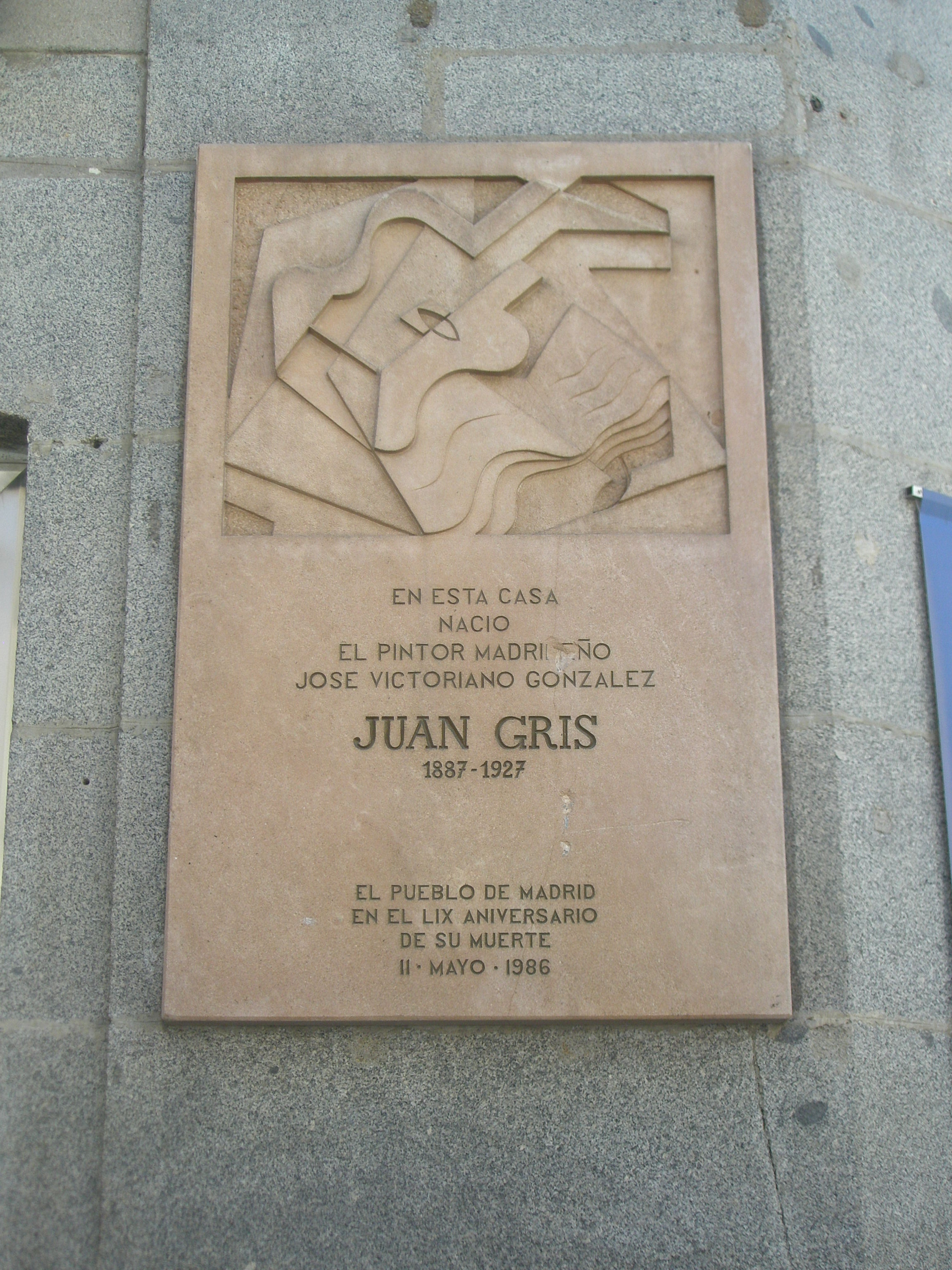
Памятная доска на доме, где родился Хуан Грис